# エクセター大学
エクセター大学（University of Exeter）はイギリスのデヴォン州、エクセターにある国公立大学である。イギリスの大規模研究型大学連合であるラッセル・グループの加盟校であり、競争率が高い人気校の1つである。また、QS World University Rankings 2023では世界第163位、The Times Good University Guide 2023では国内総合15位となっており、英国の名門大学の1つとしても知られている。特に、人文科学・社会科学が有名であり、通常の学部の他に演劇学部なども存在する。私立中等教育学校の上位10%であるパブリックスクールやインデペンデントスクールなど公立以外の教育機関の出身者が3割以上と英国内で非常に高い比率になっている。

## 沿革

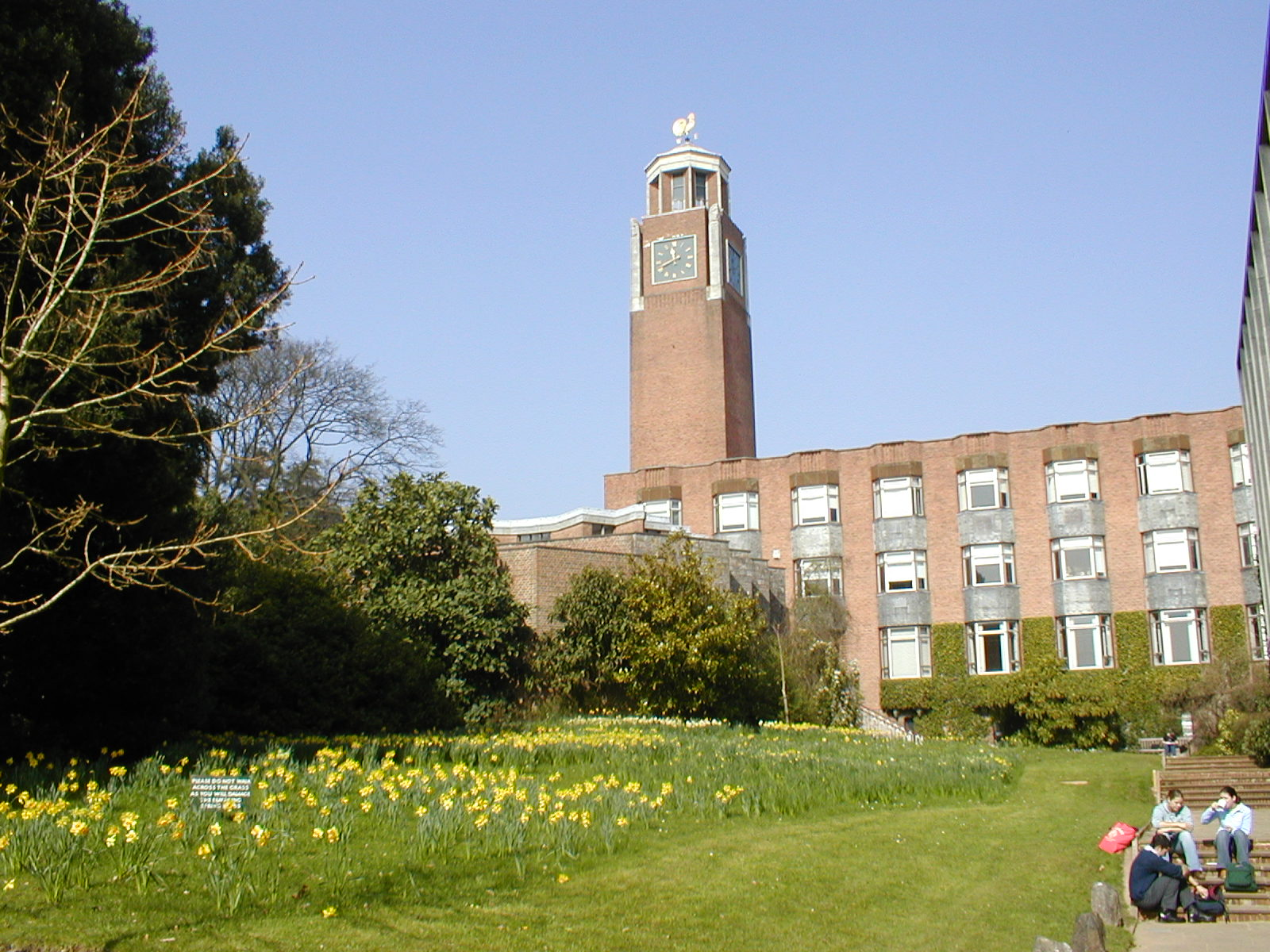
時計塔

1922年、エクセター大学の前身であるUniversity College of the South West of Englandが設立される。
設立から20世紀前半まで、University College of the South West of Englandは、デヴォン州においてロンドン大学の分校的役割を果たしていた。当時はロンドン大学の学位が授与されていた。
1955年、イギリス政府に独立した公立大学として認可登録される。同年、エクセター大学（University of Exeter）と改称。

## 学部
エクセター大学の学部一覧（名称にSchool ofと付くもの）。
- School of Arts, Languages and Literature
- School of Biosciences
- School of Business and Economics
- School Education and Lifelong Learning
- School of Engineering, Computer Science and Mathematics
- School of Geography, Archaeology and Earth Resources
- School of Humanities and Social Sciences
- School of Law
- Peninsula Dental School（ペニンシュラ校　歯学部）
- Peninsula Medical School（ペニンシュラ校　医学部）
- School of Physics
- School of Psychology
- School of Sport and Health Sciences

## 分野・専攻
エクセター大学では文系、芸術系、理系、社会科学系、教育、法学、医学と幅広く教えている総合大学である。30程の分野から選べる専攻数は優に120を越える。
- 科目一覧

アラブ・イスラム学、考古学、歴史学、古典・神学、現代語学
音楽、演劇、フィルム
経営・経済学、会計学、ファイナンス、社会学、政治学、心理学、哲学、スポーツ科学、教育
生物学（Animal Behavior）、生物化学、物理学、数学、放射線技術学、エネルギー工学、工学、
地理学、地質学、鉱物学、
医学、歯学
- 詳しい専攻一覧はリンクを参照。

## イギリス国内での評価
英国を代表する名門大学12校が英国版アイビーリーグ（English Ivy league）とされ、エクセター大学はそのうちの1校である。
イギリスの新聞各紙によるエクセター大学の評価は以下の通りである。
(新聞各紙のランキングの詳細はRankings of universities in the United Kingdomをご参照）
- インデペンデント紙 "The Complete University Guide 2015"：第10位[11]
- サンデー・タイムズ紙 "Sunday Times University Guide 2015"：第7位
- タイムズ紙 "The Times Good University Guide 2015"：第7位[12]
- ガーディアン紙 "The Guardian University Guide 2015"：第12位[13]
- 年に一度行なわれるNational Student Surveyにおいて、毎年学生から高い満足度を獲得しており、9年連続で英国上位10校にランクインしている。2014年度は英国の大規模研究型大学連合であるラッセル・グループ内で1位、英国全体で4位の満足度であった[14]。
- 2015年のQS世界大学ランキングでは161位となっている。

## エクセタービジネススクール
同大ビジネススクールでは、エクセター大学の強みである経済学、会計学、ファイナンス系統の充実したMSc(Master of Science)を筆頭に経営学、マーケティング、ツーリズムまで幅広くMSc, MPhil,Phdがオファーされている。会計学では国内で1位にランクインしたこともある。
- 経済　大学院

MSc Economics,MSc Economics and Econometrics,MSc Economics and Experimental Economics,MSc Financial Economics,MSc Money and Banking
- ファイナンス、会計学　大学院

MSc Financial Analysis and Fund Management,MSc Accounting and Finance,MSc Finance and Investment,MSc Finance and Management,MSc Marketing and Financial Services,MSc Financial Mathematics
- 経営学、マーケティング　大学院

MSc International Management,MSc Marketing,MRes Management,MSc Leadership Studies, MSc Human Resources
- ツーリズム

MSc Tourism, Development & Policy,MRes Tourism Studies
- MBA

## CFA Program Partner
エクセター大学はCFA協会とパートナーシップを結んでいるイギリス国内14大学のうちの一校である。そのためファイナンス系のコースはかなり充実している。例えば、MSc Financial Analysis and Fund Managementはコース期間中にCFA(Chartered Financial Analyst) 一次、二次試験を合格する事を目標にデザインされているユニークなプログラムである。この修士課程では、大学院の試験及び論文以外にCFA試験を12月、6月の二度受験する事が義務付けられており、CFA二次試験合格と修士号取得を同時達成が可能である。

## 卒業生
- ザラ・フィリップス - エリザベス2世の孫、ロンドンオリンピック乗馬 銀メダリスト
- ピーター・フィリップス - エリザベス2世の孫、ザラ・フィリップスの兄
- エレーナ・デ・ボルボン・イ・デ・グレシア - スペイン王女、ルーゴ女公爵
- アブドゥラー・ギュル - トルコ共和国第11代大統領
- アンドリュー・D・ハミルトン - オックスフォード大学学長
- マイケル・ベリー - 数理物理学者
- カーン・ロス - 外交官
- ジェレミー・ライト - 政治家(保守党)
- ロバート・ハーフォン - 政治家(保守党)
- エイドリアン・ベイリー - 政治家(労働党)
- サジット・ジェイビッド - 政治家(保守党)
- キャロライン・ルーカス - 政治家(元欧州議会議員)
- アンディ―・スローター - 政治家(労働党)
- アンドリュー・ランズリー - 政治家(庶民院院内総務(保守党))
- ジェームス・ブロークンシャー - 政治家(保守党)
- フィオナ・シャックルトン - 事務弁護士
- フィル・キャメロン - 起業家
- レイフ・ブジャユー - 起業家
- アル＝ワリード・ビン・タラール - 起業家、投資家
- J・K・ローリング - 作家（ハリー・ポッター作者）
- リチャード・ペック - 作家
- キャロル・シールズ - 作家
- ヴィヴィアン・フレンチ -作家
- スティーブ・バックズホール - 作家
- スタンリー・ドンウッド - 作家・芸術家
- ルーク・ケナード - 詩人
- トム・ヨーク - レディオヘッドのヴォーカリスト
- マシュー・ハーバート - 作曲家
- ジョン・レイン - ジャーナリスト
- マシュー・ライト - 司会者
- ニック・ベイカー - 司会者
- ヴァネッサ・カービー - 女優
- ケイティ・アッシュワース - 女優
- スティーブン・カルプ - 俳優
- スティーヴン・ディレイン - 俳優
- ウィル・ヤング - 俳優・歌手
- ロバート・ボルト - 劇作家
- アビ・モーガン - 脚本家
- アンディー・ビーティー - ラグビー選手
- ハワード・ノリス - ラグビー選手